# Ci sta un francese, un inglese e un napoletano
Ci sta un francese, un inglese e un napoletano è un film del 2007, diretto da Eduardo Tartaglia.

## Trama
Salvatore è un militare in missione umanitaria in un paese del medioriente. Per un gioco del destino il giovane dovrà aiutare una ragazza incinta a prendere soggiorno in Italia, sposandola e riconoscendo il bambino che la donna aspetta. Salvatore, promesso sposo a Nunzia detta Noemi, non può far altro che accettare, scatenando la disperazione della famiglia della sua fidanzata che comunque non si arrende a perdere il suo innamorato.